# Manihi (comune)
Manihi è un comune della Polinesia francese delle Isole Tuamotu di 1.379 abitanti, il comune è composto da 2 atolli:
- Manihi
- Ahe